# أناجيل ليندسفارن

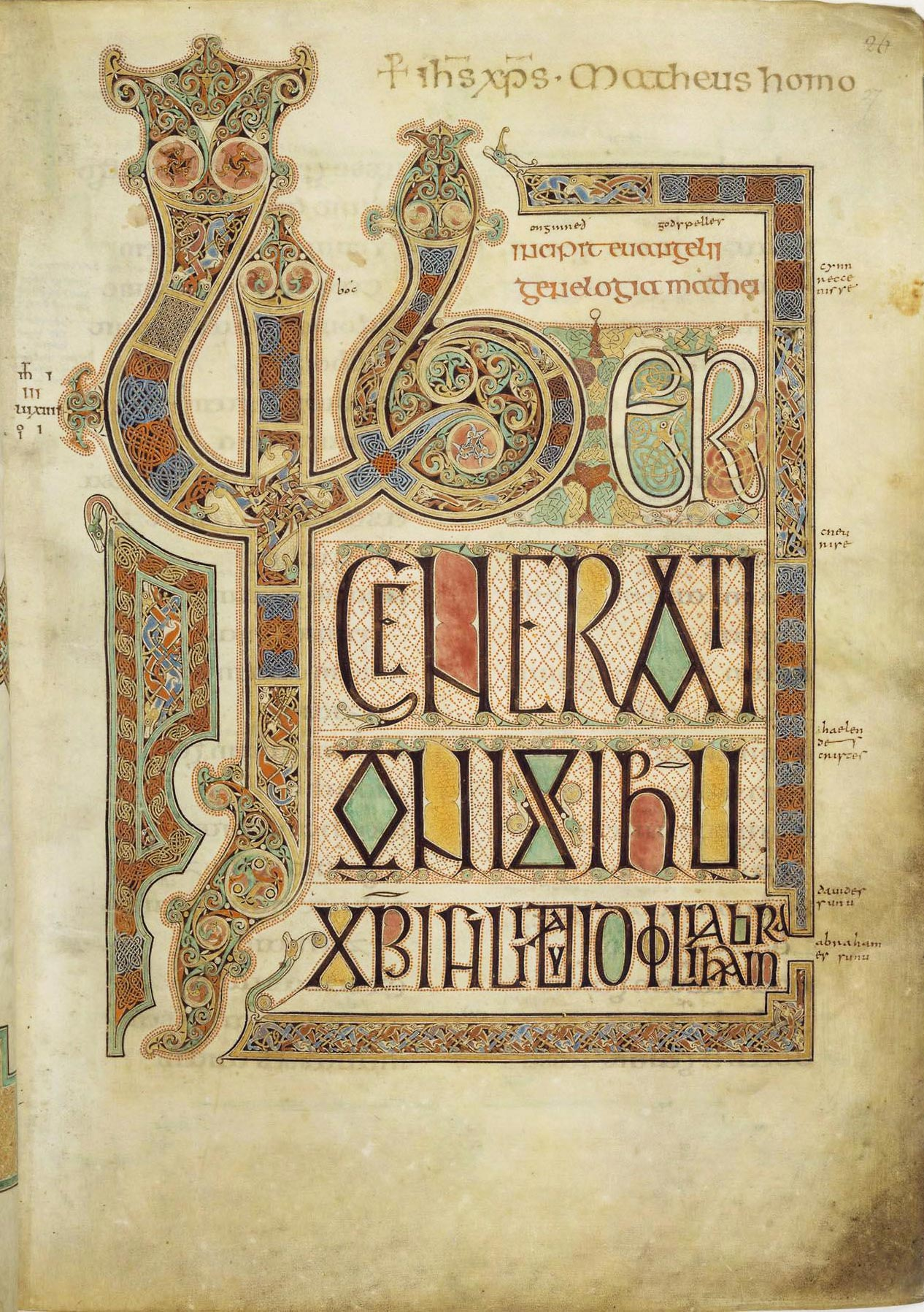
تحتوي الورقة 27 و من أناجيل ليندسفارن على المرسلة من إنجيل متى.

أناجيل ليندسفارن هي مخطوطة مذهبة للإنجيل على الأرجح تمت كتابتها على مدار الأعوام 715-720 في الدير في ليندسفارن، قبالة ساحل نورثمبرلاند، والتي توجد الآن في المكتبة البريطانية في لندن. تعد المخطوطة واحدة من أفضل الأعمال المزخرفة على طراز الفن الجزيري، جامعة بين عناصر منطقة البحر الأبيض المتوسط والأنجلو سكسونية والفن الكلتي.
يفترض أن أناجيل ليندسفارن هي من عمل راهب يدعى إيدفريث، الذي أصبح أسقف دير ليندزفارن في العام 698 وتوفي في العام 721. ويعتقد أنه تم كتابتها على شرف القديس كوثبرت. ومع ذلك، فقد تركت بعض أجزاء المخطوطة غير مكتملة، لذا فمن المحتمل أن إدفريث كان لا يزال يعمل عليها وقت وفاته.  من الممكن أيضًا أن يكون قد أنتجها قبل عام 698، من أجل إحياء ذكرى رفات Cuthbert في تلك السنة،  والتي يُعتقد أيضًا أنها كانت مناسبة إنتاج إنجيل St Cuthbert (المكتبة البريطانية أيضًا). إن الأناجيل موضحة بشكل غني بالأسلوب الانعزالي وكانت مغلفة أصلاً في كنز جلدي ناعم مُغطى بالمجوهرات والمعادن التي صنعها بيلفريث المرسى في القرن الثامن. خلال غارات الفايكينغ على ليندزفارن، فقد هذا الغطاء المرصع بالجواهر وصُنع بديل في عام 1852. كُتب النص بخط جزيري، وهي أفضل مخطوطة من هذا الطراز وأكملها في تلك الفترة.

## العناصر الرسمية والأسلوبية للمخطوط

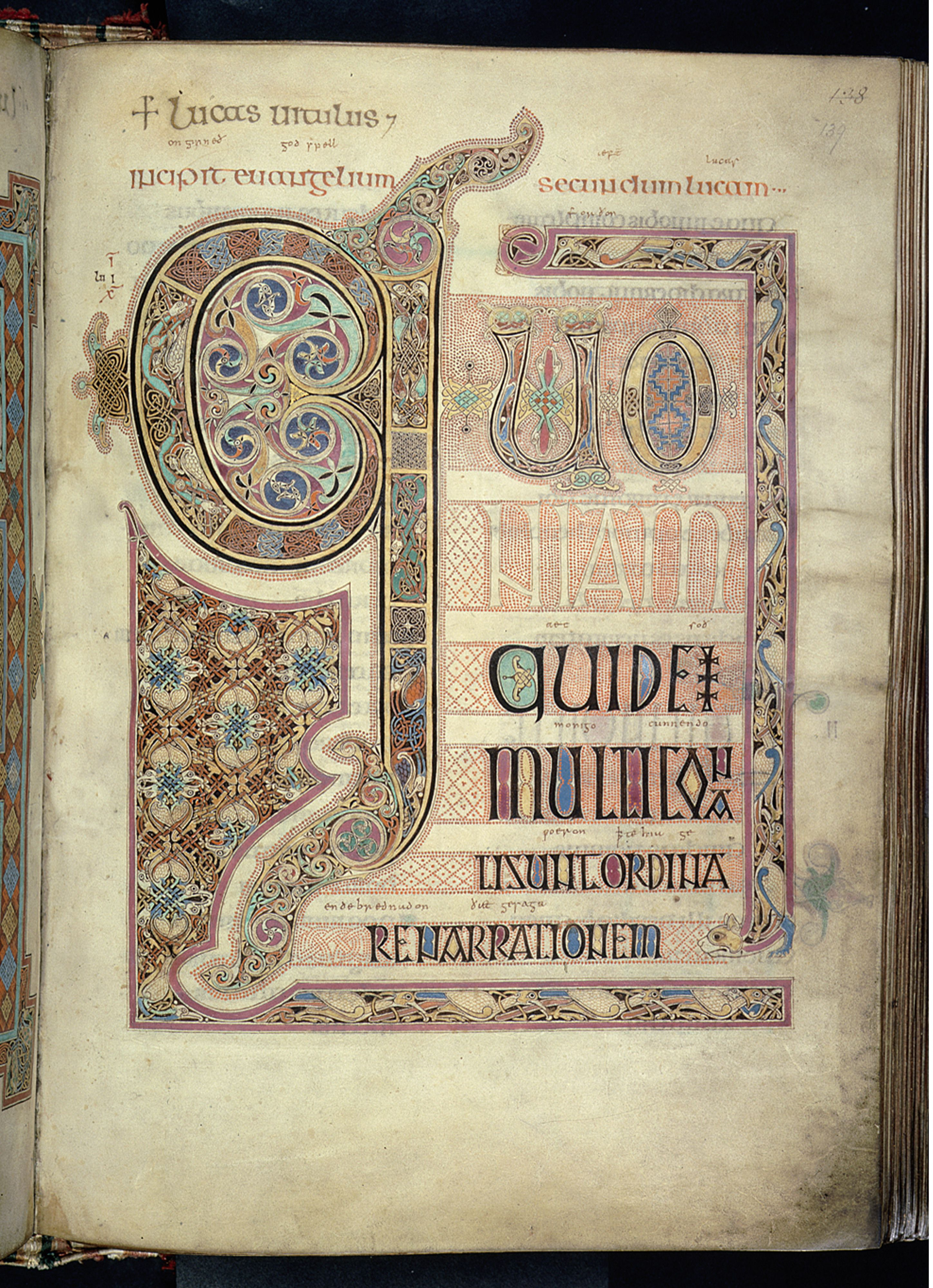
إنجيل لوقا

### النص
كان إيدفريث خطاطًا مُدرَّبًا بدرجة عالية واستخدم مخطوطًا كبيرًا في المخطوطة.

## معرض درم في عام 2013
من يوليو إلى سبتمبر 2013، تم عرض أناجيل ليندسفارن لمدة ثلاثة أشهر في مكتبة القصر الأخضر، دورهام. شاهد حوالي 100000 زائر المعرض. تضمن المعرض المخطوط أيضًا عناصر من ستافوردشاير هارد، و Yates Thompson 26 Life of Cuthbert ، ومشبك معدني بحزام Taplow الذهبي. كما تم تضمين St Sthbert Gospel ذات الصلة الوثيقة، التي اشترتها المكتبة البريطانية في عام 2012. عاد هذا إلى دورهام في عام 2014 (من 1 مارس إلى 31 ديسمبر) لحضور معرض لتجليد الكتب في المكتبة. إلى جانب معرض الأناجيل Lindisfarne كان مهرجان لأكثر من 500 الأحداث والمعارض والعروض في جميع أنحاء الشمال الشرقي و Cumbria.

## روابط خارجية
- المكتبة البريطانية المخطوطات الرقمية الفاكس الرقمية للمخطوط بأكمله
- تحويل أوراق الصفحات عبر إنجيل Lindisfarne عبر الإنترنت باستخدام برنامج تحويل الصفحات في المكتبة البريطانية (يتطلب البرنامج الإضافي Shockwave)
- Lindisfarne Gospels ، ندوة مجانية عبر الإنترنت من المكتبة البريطانية.
- Lindisfarne الإنجيل: معلومات، صورة زوومابلي موقع المكتبة البريطانية
- المكتبة الرقمية البريطانية كتالوج المخطوطات دخول
- مزيد من المعلومات في المخطوطات اللاتينية السابقة
- نصوص مقدسة: إنجيل Lindisfarne
- "The Lindisfarne Gospels" ، مناقشة BBC Radio 4 مع ميشيل براون وريتشارد جيمسون وكلير ليس (في عصرنا ، 20 فبراير 2003)